# Liste ehemaliger Stipendiaten der Studienstiftung des deutschen Volkes
Die folgende Liste beinhaltet ehemalige Stipendiaten der Studienstiftung des deutschen Volkes, die Bekanntheit erlangt haben. Die Liste bietet einen Überblick nach Fachgebieten und Berufen, ohne jeden Anspruch auf Vollständigkeit.

## Architekten
- Frei Otto, Architekt, Architekturtheoretiker und Hochschullehrer

## Autoren, Journalisten, Publizisten und Schriftsteller
- Wolfram Adolph, Publizist und Musikjournalist
- Zoë Beck, Schriftstellerin[1]
- Christina Berndt, Wissenschaftsjournalistin
- Thomas Blubacher, Autor und Regisseur
- Gloria Boateng, Lehrerin und Autorin
- Thea Dorn, Schriftstellerin und Fernsehmoderatorin[1]
- Carolin Emcke, Publizistin
- Hans Magnus Enzensberger, Schriftsteller
- Peter Gatter, Journalist, Hörfunk- und Fernsehmoderator
- Petra Gerster, Journalistin, Moderatorin der Nachrichtensendung heute
- Andreas Gößling, Schriftsteller und Verleger
- Harald Hartung, Schriftsteller und Literaturwissenschaftler[2]
- Philip Häusser, Fernsehmoderator, Buchautor und YouTuber
- Anja Höfer, Journalistin, Fernsehmoderatorin
- Gertrud Höhler, Publizistin
- Bas Kast, Sachbuchautor
- Navid Kermani, Schriftsteller, Publizist und Orientalist
- Claus Kleber, Journalist, Moderator der Nachrichtensendung heute-journal
- Reiner Knizia, Spieleautor, Erfinder des Spiels des Jahres 2008
- Wilfried Köpke, Journalist
- Christian Graf von Krockow, Historiker und Schriftsteller[2]
- Michael Kröher, Mediziner, Journalist, Schriftsteller
- Robert Leicht, Journalist, Chefredakteur DIE ZEIT (1992–1997)
- Jo Lendle, Schriftsteller und Verleger des Carl Hanser Verlags
- Michael Lentz, Schriftsteller und Professor am Deutschen Literaturinstitut
- Klaus Mehnert, Journalist und Publizist[2]
- Thomas Melle, Schriftsteller und Übersetzer
- Sten Nadolny, Schriftsteller
- Ivan Nagel, Publizist und Theaterintendant[2]
- Mai Thi Nguyen-Kim, Chemikerin und Wissenschaftsjournalistin
- Eva-Maria Obermann, Schriftstellerin und Literaturwissenschaftlerin
- Alexander Pschera, Autor und Publizist
- Thomas von Randow, Mathematiker und Wissenschaftspublizist
- Stephan Reimertz, Dichter und Schriftsteller
- Lars Sänger, Journalist
- Frank Schirrmacher, Publizist, Mitherausgeber der FAZ
- Daniel Schüler, TV-Moderator und Journalist
- Sebastian Späth, Journalist und Künstler
- Tilman Spengler, Sinologe, Schriftsteller und Journalist[3]
- Peter Spork, Biologe, Wissenschaftsjournalist und Buchautor
- Maximilian Steinbeis, Publizist und Schriftsteller
- Constanze Stelzenmüller, Juristin, Politikwissenschaftlerin und Publizistin
- Gert Scobel, Fernsehmoderator und Autor[1]
- Philipp Tingler, Schriftsteller und Journalist
- Senthuran Varatharajah, Schriftsteller und Philosoph
- Bernward Vesper, Schriftsteller
- Carolin Worbs, Autorin und Sprecherin
- Juli Zeh, Schriftstellerin

## Bildende Künstler
- Stephan Balkenhol, Bildhauer[2]
- Franz Bernhard, Bildhauer
- Armin Boehm, Maler
- Emil Cimiotti, Künstler
- Dieter Crumbiegel, Maler, Keramiker und Hochschullehrer
- Alexander Esters, Künstler
- Rolf Gith, Maler, Zeichner und Designer
- Katharina Grosse, Künstlerin und Professorin für Malerei an der Kunstakademie Düsseldorf
- Friedemann Hahn, Maler[2]
- Annette Hollywood, Künstlerin
- Franka Hörnschemeyer, Installationskünstlerin und Hochschullehrerin[1]
- Horst Janssen, Künstler
- Anselm Kiefer, Maler
- Florian Lechner, Künstler und Designer
- Hermann Josef Mispelbaum, Maler
- Christiane Möbus, Bildhauerin und Hochschullehrerin[2]
- Hubertus von Pilgrim, Bildhauer[2]
- Michael Sailstorfer, Künstler
- Horst Sauerbruch, Maler und Hochschullehrer
- Diemut Schilling, Bildhauerin und Hochschullehrerin
- Katharina Sieverding, Fotografin[2]
- Sibylle Springer, Malerin
- Ben Willikens, Maler[2]
- Elke Zauner, Malerin
- Ralf Ziervogel, Künstler
- Pomona Zipser, Bildende Künstlerin und Malerin

## Film- und Theaterschaffende
- Benjamin Benedict, Filmproduzent
- Dr. Pop, Musikkabarettist
- Mizgin Bilmen, Theater- und Opernregisseurin
- Helene Bockhorst, Kabarettistin
- August Everding,  Regisseur, Kulturpolitiker und Intendant[1]
- Eckart von Hirschhausen, Kabarettist
- Katharina Pethke, Regisseurin

## Geistes-, Rechts- und Sozialwissenschaftler
- Anne van Aaken, Rechtswissenschaftlerin und Ökonomin
- Jan Assmann, Ägyptologe, Religionswissenschaftler und Kulturwissenschaftler
- Marietta Auer, Rechtswissenschaftlerin, Leibnizpreisträgerin 2022
- Ulrich Beck, Soziologe
- Jens Beckert, Soziologe und Leibnizpreisträger 2018
- Barbara Beßlich, Literaturwissenschaftlerin
- Georg Braungart, Germanist, Leiter der Bischöflichen Begabtenförderung Cusanuswerk
- Wolfgang Braungart, Literaturwissenschaftler
- Vinzenz Brinkmann, Archäologe
- Kai Brodersen, Althistoriker, Präsident der Universität Erfurt
- Hans Brügelmann, Pädagoge
- Thomas Buchheim, Philosoph
- Ulf Buermeyer, Jurist
- Claus-Wilhelm Canaris, Rechtswissenschaftler, Leibnizpreisträger 1989[2]
- Christian von Coelln, Rechtswissenschaftler
- Barbara Dauner-Lieb, Rechtswissenschaftlerin
- Heinrich Detering, Literaturwissenschaftler, Leibnizpreisträger 2009
- Cora Dietl, Literaturhistorikerin
- Eugen Drewermann, Theologe
- Horst Eidenmüller, Rechtswissenschaftler
- Martin Eifert, Rechtswissenschafter
- Lorenz Engell, Medienwissenschaftler
- Theodor Eschenburg, Politikwissenschaftler[2]
- Wolfram Euler, Sprachwissenschaftler und Indogermanist
- Ulf Christian Ewert, Historiker
- Matthias S. Fifka, Wirtschaftswissenschaftler[4]
- Bernd Fitzenberger, Ökonom
- Hans-Georg Fleck, Historiker
- Christian Frevel, Theologe
- Ute Frevert, Historikerin[1]
- Nicola Fuchs-Schündeln, Wirtschaftswissenschaftlerin und Leibnizpreisträgerin 2018
- Clemens Fuest, Wirtschaftswissenschaftler[1]
- Markus Gabriel, Philosoph[1]
- Markus Gangl, Sozialwissenschaftler
- Peter Gemeinhardt, Theologe
- Johannes Grave, Kunsthistoriker und Leibnizpreisträger 2020
- Jonas Grethlein, Altphilologe und Leibnizpreisträger 2024
- Meinrad Maria Grewenig, Kunsthistoriker und Museumsdirektor
- Hans Christoph Grigoleit, Rechtswissenschaftler
- Helmut Grothe, Rechtswissenschaftler
- Beatrice Gründler, Arabistin
- Peter Häberle, Rechtswissenschaftler
- Alois Hahn, Soziologe
- Stephan Hartmann, Wissenschaftsphilosoph
- Dag Nikolaus Hasse, Philosoph, Leibnizpreisträger 2016
- Wolfhart Henckmann, Philosoph
- Markus Hilgert, Altorientalist
- Karl Holzamer, Philosoph, ZDF-Intendant[2]
- Stefan Homburg, Wirtschaftswissenschaftler
- Walter Homolka, Rabbiner und Hochschullehrer[1]
- Vittorio Hösle, Philosoph
- Michael Hüther, Wirtschaftsforscher und Direktor des Instituts der deutschen Wirtschaft Köln
- Rainer Hüttemann, Rechtswissenschaftler
- Stephan Jansen, Präsident der Zeppelin University
- Peter Joch, Kunsthistoriker
- Robert Jütte, Historiker
- Dirk Kaesler, Soziologe
- Nadine Kammerlander, Physikerin, Wirtschaftswissenschaftlerin
- Frederike Kaltheuner, Politikwissenschaftlerin und Expertin für Digitalpolitik
- Timo Meynhardt, Psychologe und Betriebswirtschaftler
- Ahmad Milad Karimi, Philosoph
- Ann-Katrin Kaufhold, Rechtswissenschaftlerin
- Ernst Kausen, Ägyptologe, Sprachwissenschaftler, Mathematiker
- Dennis-Kenji Kipker, Informationsrechtler
- Lars Klöhn, Rechtswissenschaftler
- Charlotte Klonk, Kunsthistorikerin
- Cornelia Koppetsch, Soziologin und Hochschullehrerin
- Albrecht Koschorke, Literaturwissenschaftler, Leibnizpreisträger 2003
- Philip Kovce, Autor, Ökonom und Philosoph
- Claus Kreß, Rechtswissenschaftler
- Michaela Krützen, Medienwissenschaftlerin
- Rolf-Ulrich Kunze, Historiker
- Hartmut Laufhütte, Germanist
- Hans Lenk, Philosoph und Olympiasieger im Rudern
- Jörn Leonhard, Historiker
- Verena Lepper, Ägyptologin
- Hartmut Leppin, Historiker, Leibnizpreisträger 2015
- Oliver Lepsius, Rechtswissenschaftler
- Christian List, Philosoph
- Gertrude Lübbe-Wolff, Rechtswissenschaftlerin, Bundesverfassungsrichterin und Leibnizpreisträgerin 2000[1]
- Odo Marquard, Philosoph[2]
- Steffen Martus, Literaturwissenschaftler, Leibnizpreisträger 2015
- Christian Meier, Althistoriker
- Heinrich Meier, Philosoph
- Mischa Meier, Althistoriker, Leibnizpreisträger 2022
- Burkhard Meißner, Althistoriker
- Karl-Heinz Menke, katholischer Theologe
- Jürgen Mittelstraß, Philosoph, Leibnizpreisträger 1989[2]
- Christoph Möllers, Rechtswissenschaftler, Leibnizpreisträger 2016
- Hans Mommsen, Historiker[1]
- Ulrike Müßig, Rechtswissenschaftlerin
- Ingo Nentwig, Sinologe und Ethnologe
- Barbara Neymeyr, Literaturwissenschaftlerin und Philosophin
- Vigdis Nipperdey, Politikerin und Juristin
- Angelika Nußberger, Rechtswissenschaftlerin und Slavistin
- Ulrich Oevermann, Soziologe
- Jürgen Osterhammel, Historiker
- Bernd Päffgen, Prähistoriker
- Wolfhart Pannenberg, evangelischer Theologe[1]
- Friederike Pannewick, Arabistin, Leibnizpreisträgerin 2012
- Ulrich Pfisterer, Kunsthistoriker
- Ingo Pies, Ökonom und Wirtschaftsethiker
- Thomas Pogge, Philosoph
- Oliver Primavesi, Philologe, Leibnizpreisträger 2007
- Luise F. Pusch, Sprachwissenschaftlerin, Publizistin, Feministin
- Joachim Friedrich Quack, Ägyptologe, Leibnizpreisträger 2011
- Gyburg Radke, Philologin, Leibnizpreisträgerin 2006
- Lutz Raphael, Historiker, Leibnizpreisträger 2013
- Andreas Reckwitz, Soziologe und Kulturwissenschaftler, Leibnizpreisträger 2019
- Arnd Reitemeier, Historiker
- Gerhard Robbers, Rechtswissenschaftler
- Hartmut Rosa, Soziologe und Politikwissenschaftler[1]
- Beate Rudolf, Direktorin des Deutschen Instituts für Menschenrechte
- Jörg Rüpke, Religionswissenschaftler
- Helmut Schelsky, Soziologe[2]
- Martin Schmalz, Wirtschaftswissenschaftler[5]
- Klaus Schmidt, Wirtschaftswissenschaftler
- Isabel Schnabel, Wirtschaftswissenschaftlerin, Mitglied des Sachverständigenrats[6]
- Wilhelm Schneider, Wirtschaftswissenschaftler
- Wolfgang Schön, Rechtswissenschaftler
- Thomas Schwartz, römisch-katholischer Moraltheologe
- Heike Schweitzer, Rechtswissenschaftlerin
- Martin Selmayr, Rechtswissenschaftler, EU-Kommission, Kabinettschef von Juncker
- Anja Senz, Politikwissenschaftlerin, Sinologin
- Astrid Séville, Politikwissenschaftlerin
- Ludwig Siep, Philosoph
- Peter Sloterdijk, Philosoph, Kulturwissenschaftler und Buchautor
- Sascha Spoun, Wirtschaftswissenschaftler und Universitätspräsident
- Pirmin Stekeler-Weithofer, Philosoph
- Timo Stickler, Althistoriker
- Jürgen Stock, Jurist und Interpol-Generalsekretär[1]
- Michael P. Streck, Altorientalist
- Peter Strohschneider, Historiker
- Dieter Sturma, Philosoph
- Michael Stürmer, Historiker
- Michèle Tertilt, Wirtschaftswissenschaftlerin und Leibnizpreisträgerin 2019
- Ernst-Ludwig von Thadden, Wirtschaftswissenschaftler
- Andreas Thier, Rechtshistoriker
- Stefan Thönissen, Rechtswissenschaftler
- Gregor Thüsing, Rechtswissenschaftler
- Cordula Tollmien, Historikerin und Kinderbuchautorin
- Peter Trawny, Philosoph
- Wolfgang Ullrich, Kunstwissenschaftler
- Barbara Vinken, Literaturwissenschaftlerin
- Sebastian Voigt, Historiker
- Joseph Vogl, Kulturwissenschaftler
- Bernhard Waldenfels, Philosoph[7]
- Martin Wallraff, Kirchenhistoriker
- Friedrich-Wilhelm Wentzlaff-Eggebert, Germanist[8]
- Armin G. Wildfeuer, Philosoph
- Marcus Willaschek, Philosoph
- Christoph Wolff, Musikhistoriker[1]
- Jens Wüstemann, Wirtschaftswissenschaftler
- Holger Zaborowski, Philosoph
- Barbara Zehnpfennig, Politikwissenschaftlerin
- Robert Zimmer, Philosoph
- Reinhard Zimmermann, Rechtswissenschaftler, Leibnizpreisträger 1996, von 2011 bis 2023 Präsident der Studienstiftung

## Geistliche
- Michael Coors, deutscher evangelischer Theologe
- Adolf Wüstemann, evangelischer Bischof[2]
- Hans Thimme, Präses der Evangelischen Kirche in Westfalen[2]

## Mathematiker, Naturwissenschaftler und Ärzte
- Ernst-Günter Afting, Biochemiker
- Frank Allgöwer, Kybernetiker und Mathematiker, Leibnizpreisträger 2004
- Eckart Altenmüller, Mediziner und Musiker
- Helmut Altner, Biologe, Wissenschaftsmanager, Hochschulrektor, ehemaliger Präsident der Studienstiftung (1993–2003)
- Markus Arndt, Physiker
- Martin Beneke, Physiker, Leibnizpreisträger 2008
- Christine Bessenrodt, Mathematikerin
- Jörg Bewersdorff, Mathematiker
- Immanuel Bloch, Physiker
- Valentin Blomer, Mathematiker
- Thomas Boehm, Immunologe
- Michael Brand, Neurobiologe
- Frank Bradke, Biochemiker, Leibnizpreisträger 2016
- Bernhard Breit, Chemiker
- Simon Brendle, Mathematiker
- Andreas Burkert, Astrophysiker
- Anselm Citron, Kern- und Teilchenphysiker
- Christoph Dehio, Biologe
- Rainer Diehl, Mediziner und Rehabilitationswissenschafter
- Horst Domdey, Biochemiker und Unternehmensgründer
- Bruno Eckhardt, Physiker, Leibnizpreisträger 2002
- Manfred Eigen, Biochemiker, Nobelpreisträger (Chemie) 1962, ehemaliger Präsident der Studienstiftung (1983–1993)
- Hans-Joachim Elster, Limnologe[9]
- Dieter Enders, Chemiker
- Matthias Endres, Neurologe
- Moritz Epple, Mathematiker und Wissenschaftshistoriker
- Gerd Faltings, Mathematiker, Träger der Fields-Medaille 1986 und des Leibnizpreises 1996
- Gerhard Fettweis, Elektrotechniker
- Joachim Frank, Biophysiker, Nobelpreisträger (Chemie) 2017
- Arnold Ganser, Hämatologe
- Ernst-Ulrich Gekeler, Mathematiker
- Reinhard Genzel, Physiker, Nobelpreisträger (Physik) 2020
- Herbert Gleiter, Physiker und Leibnizpreisträger 1989[2]
- Magdalena Götz, Biologin, Leibnizpreisträgerin 2007
- Friedrich Götze, Mathematiker
- Thomas Gries, Ingenieurwissenschaftler
- Daniel Grieser, Mathematiker
- Bernhard Grzimek, Tierarzt und Verhaltensforscher[2]
- Ursula Hamenstädt, Mathematikerin
- Günter Harder, Mathematiker und Leibnizpreisträger 1988[2]
- Dietmar Harhoff, Ingenieur- und Wirtschaftswissenschaftler
- Volker Haucke, Biochemiker
- Martina Havenith-Newen, Physikerin
- Lutz Hein, Mediziner und Pharmakologe
- Klaus Hentschel, Physiker und Wissenschaftshistoriker
- Monika Henzinger, Informatikerin
- Ulrike Herzschuh, Biologin, Paläontologin und Leibnizpreisträgerin 2024
- Gerd Heusch, Mediziner
- Werner Hildenbrand, Mathematiker, Wirtschaftstheoretiker und Leibnizpreisträger 1988[2]
- Burkard Hillebrands, Physiker
- Michael Hoch, Entwicklungsbiologe, seit 2023 Präsident der Studienstiftung
- Veit Hornung, Mediziner (Immunologe) und Leibnizpreisträger 2018
- Robert Huber, Chemiker, Nobelpreisträger (Chemie) 1988
- Hans Jensen, Physiker, Nobelpreisträger (Physik) 1963
- Gesche Joost, Designforscherin[1]
- Dieter Jungnickel, Mathematiker
- Alexander Kapp, Mediziner (Dermatologe und Allergologe)
- André Kaup, Elektroingenieur
- Ernst Kausen, Mathematiker und Sprachwissenschaftler
- Wolfgang Ketterle, Physiker, Nobelpreisträger (Physik) 2001
- Leif Kobbelt, Informatiker, Leibnizpreisträger 2014
- Burkhard König, Chemiker
- Bernhard Korte, Mathematiker
- Ulrich Krengel, Mathematiker
- Olaf Kübler, Physiker
- Christian Kurts, Mediziner, Leibnizpreisträger 2012
- Hansjörg Küster, Biologe
- Rainer Lick, Mediziner (Chirurg)
- Detlef Lohse, Physiker
- Wolfgang Lück, Mathematiker, Leibnizpreisträger 2008
- Gunter Malle, Mathematiker
- Jochen Mannhart, Physiker, Leibnizpreisträger 2008
- Kurt Mehlhorn, Informatiker
- Dieter Meschede, Physiker
- Ernst Messerschmid, Physiker und Astronaut[2]
- Eckehard W. Mielke, Physiker
- Hannah Monyer, Medizinerin
- Tobias Moser, Mediziner, Leibnizpreisträger 2015
- Klaus Müllen, Chemiker
- Ingo Müller, Physiker und Leibnizpreisträger 1988[2]
- Eckhard Nagel, Transplantationsmediziner, Professor für Medizinmanagement und Gesundheitswissenschaften an der Universität Bayreuth
- Karl-Hermann Neeb, Mathematiker
- Erwin Neher, Biophysiker, Leibnizpreisträger 1987, Nobelpreisträger (Medizin) 1991[2]
- Matthias Neubert, Physiker
- Franz-Josef Neumann, Kardiologe
- Hermann Nicolai, Physiker
- Oskar Pawelski, Metallurge
- Hans-Hartmut Peter, Immunologe und Rheumatologe
- Jan-Michael Peters, Zell- und Molekularbiologe
- Felix Otto, Mathematiker, Leibnizpreisträger 2006
- Hans-Hartmut Peter, Mediziner
- Carl Adam Petri, Mathematiker und Informatiker, Erfinder der Petri-Netze
- Andreas Pfitzmann, Informatiker
- Bettina Pfleiderer, Hirnforscherin, ehemalige Präsidentin des Weltärztinnenbundes
- Christian Pfleiderer, Physiker
- Detlev Poguntke, Mathematiker
- Stefan Rahmstorf, Klimaforscher
- Matthias Rillig, Biologe
- Michael Ristow, Arzt und Altersforscher
- Gert Roepstorff, Physiker und Professor an der RWTH Aachen
- Achim Rosch, Physiker, Leibnizpreisträger 2013
- Gerhard Roth, Biologe und Hirnforscher, 2003 bis 2011 Präsident der Studienstiftung
- Angkana Rüland, Mathematiker und Leibinzpreisträgerin 2025
- Peter Sanders, Informatiker, Leibnizpreisträger 2012
- Lisa Sauermann, Mathematikerin[10]
- Dierk Schleicher, Mathematiker
- Otmar Schober, Physiker und Nuklearmediziner
- Bernhard Schölkopf, Informatiker und Leibnizpreisträger 2018
- Eckehard Schöll, Physiker
- Peter Scholze, Mathematiker, Leibnizpreisträger 2016, Fields-Medaille 2018
- Peter Schreiner, Chemiker und Leibnizpreisträger 2024
- Arno Schüller, Geologe
- Melina Schuh, Biochemikerin, Leibnizpreisträgerin 2019
- Christof Schulz, Chemiker, Leibnizpreisträger 2014
- Helmut Schwarz, Chemiker
- Martin Schwarzbach, Geologe
- Hans-Peter Seidel, Informatiker und Leibnizpreisträger 2003
- Wolf Singer, Hirnforscher
- Arne Skerra, Biochemiker
- Tim Sparwasser, Mediziner (Mikrobiologie und Infektionsimmunologie)
- Roland Speicher, Mathematiker
- Frank Steglich, Physiker, Leibnizpreisträger 1986[2]
- Martin Stratmann, Elektrochemiker und Materialwissenschaftler
- Friedrich Strauch, Paläontologe
- Catharina Stroppel, Mathematikerin
- Karl-Theodor Sturm, Mathematiker
- Jürgen Tautz, Verhaltensforscher und Soziobiologe
- Walter Thiel, Chemiker
- Kristina Tschulik, Chemikerin
- Christian-Friedrich Vahl, Herzchirurg
- Eva Viehmann, Mathematikerin und Leibnizpreisträgerin 2024
- Wolfgang Wahlster, Informatiker
- Manfred Weck, Ingenieurwissenschaftler
- Rüdiger Wehner, Biologe
- Detlef Weigel, Biologe, Leibnizpreisträger 2007
- Daniel B. Werz, Chemiker
- Christoph Wetterich, Physiker
- Wolfgang Wick, Mediziner
- Martin Wilmking, Geoökologe
- Andreas Winter, Mathematiker und Quantenphysiker
- Renate Wittern-Sterzel, Medizinhistorikerin
- Barbara Wohlmuth, Mathematikerin, Leibnizpreisträgerin 2012
- Harald Wolf, Biologe
- Paultheo von Zezschwitz, Chemiker
- Günter Ziegler, Mathematiker und Leibnizpreisträger 2001
- Holger Zinke, Biochemiker, Träger des Deutschen Umweltpreises 2008
- Martin R. Zirnbauer, Physiker, Leibnizpreisträger 2009

## Musiker und Komponisten
- Ulf Bästlein, Sänger, Professor an der Universität für Musik und darstellende Kunst Graz
- Julius Berger, Cellist[11]
- Aris Alexander Blettenberg, Pianist, Komponist und Dirigent
- Clara Blessing, Oboistin, Professorin an der Hochschule für Musik Würzburg
- Hans-Jürgen von Bose, Komponist, Professor an der Hochschule für Musik und Theater München (1992–2007)
- Theo Brandmüller, Komponist, Professor an der Universität des Saarlandes
- Annette Dasch, Sängerin
- Veronika Eberle, Geigerin
- Moritz Eggert, Komponist und Pianist
- Christoph Eschenbach, Pianist und Dirigent[11]
- Justus Frantz, Pianist
- Caspar de Gelmini, Komponist
- Anna Gourari, Pianistin
- Thomas Jung, Dirigent
- Johannes Kalitzke, Komponist und Dirigent
- Matthias Kirschnereit, Pianist
- Heinz Rudolf Kunze, Rocksänger und Komponist
- Michael Kunze, Liedtexter
- Boris Kusnezow, Pianist
- Helmut Lachenmann, Komponist[2]
- Igor Levit, Pianist[1]
- Franz Massinger, Pianist, Professor an der Hochschule für Musik und Theater München
- Silke-Thora Matthies, Pianistin, Rektorin der Hochschule für Musik Würzburg
- Nadja Michael, Opernsängerin
- Stefan Mickisch, Musikwissenschaftler
- Nils Mönkemeyer, Bratschist
- Johannes Moser, Cellist
- Hanno Müller-Brachmann, Opernsänger und Dozent an der Hochschule für Musik Hanns Eisler
- Detlev Müller-Siemens, Komponist
- Brigitta Muntendorf, Komponistin
- Sarah Nemtsov, Komponistin
- Siegmund Nimsgern, Sänger
- Matthias Pintscher, Komponist und Professor an der Hochschule für Musik und Theater München
- Matthias Rácz, Fagottist
- Wolfgang Rihm, Komponist[2]
- Olga Scheps, Pianistin
- Ragna Schirmer, Pianistin und Professorin an der Staatlichen Hochschule für Musik und Darstellende Kunst Mannheim
- Baiba Skride, Violinistin[11]
- Gabriele Schnaut, Sängerin
- Michael Schopper, Sänger und Professor a. D. an der Hochschule für Musik und Darstellende Kunst Frankfurt am Main
- Anno Schreier, Komponist
- Charlotte Seither, Komponistin
- Lukas Stollhof, Organist, Chorleiter und Komponist
- Klaus Storck, Cellist
- Sarah Straub, Liedermacherin, Psychologin und Autorin
- Christian Tetzlaff, Violinist[11]
- Manfred Trojahn, Komponist und Dirigent[2]
- Ingolf Turban, Violinist und Professor an der Hochschule für Musik und Theater München
- Melanie Wald-Fuhrmann, Musikwissenschaftlerin[1]
- Bernd Weikl, Sänger
- Endrik Wottrich, Sänger
- Hans Zender, Dirigent und Komponist[2]

## Politiker
- Gottfried Curio, Bundestagsabgeordneter (AfD)
- Katharina Dröge, Fraktionsvorsitzende von Bündnis 90/Die Grünen im Bundestag
- Franziska Eichstädt-Bohlig, Fraktionsvorsitzende von Bündnis 90/Die Grünen im Abgeordnetenhaus Berlin
- Dominic Fritz, Politiker in Rumänien und Bürgermeister der Stadt Timișoara
- Annette Fugmann-Heesing, Finanzministerin und Senatorin a. D. (SPD)
- Susanne Gaschke, ehemalige Oberbürgermeisterin der Landeshauptstadt Kiel
- Reimut Jochimsen, Volkswirt und Politiker (SPD)[2]
- Otto Kelling, ehemaliger Oberbürgermeister der Landeshauptstadt Kiel (SPD)
- Ottilie Klein, Bundestagsabgeordnete (CDU)
- Hartmut Knüppel, deutscher Wirtschaftsingenieur, Consultant und Politiker (FDP)
- Fritz Kuhn, Oberbürgermeister von Stuttgart (Bündnis 90/Die Grünen)
- Gerd Leipold, früherer Geschäftsführer von Greenpeace International
- Joachim Lohse, Senator für Umwelt, Bau und Verkehr, Bremen (Bündnis 90/Die Grünen)
- Bernd Lucke, Politiker der Partei Wir Bürger
- Andreas Lukas, Jurist (Bündnis 90/Die Grünen)
- Hans Maier, Politikwissenschaftler und langjähriger bayrischer Kultusminister (CSU)
- Werner Maihofer, Rechtswissenschaftler, Bundesinnenminister (FDP)[2]
- Ingrid Matthäus-Maier, Bundestagsabgeordnete (FDP, später SPD)[2]
- Georg Milbradt, Professor für Volkswirtschaftslehre, Politiker, sächsischer Ministerpräsident 2002–2008 (CDU)
- Stefan Mörsdorf, von 1999 bis 2009 Minister für Umwelt im Saarland (CDU)
- Martina Münch, Politikerin, Ministerin für Wissenschaft, Forschung und Kultur des Landes Brandenburg (SPD)
- Jens Münster, deutscher Politiker, Landtagsabgeordneter in Rheinland-Pfalz (CDU)
- Frauke Petry, deutsche Politikerin, früher AfD
- Cornelia Quennet-Thielen, Juristin und Staatssekretärin[1]
- Karl Schiller, deutscher Politiker und Wissenschaftler (SPD)
- Gesine Schwan, Professorin, SPD-Kandidatin für das Amt des Bundespräsidenten 2004 und 2009
- Steffen Seibert, Journalist, ehem. Regierungssprecher, Diplomat
- Ralf Stegner, Politiker, ehem. stellv. Bundesvorsitzender der SPD
- Christine Teusch, nordrhein-westfälische Kultusministerin und erste Frau mit Ministeramt in der Bundesrepublik (Zentrum, CDU)
- Linda Teuteberg, Politikerin, MdB, ehemalige FDP-Generalsekretärin
- Hans-Thomas Tillschneider, Landtagsabgeordneter in Sachsen-Anhalt (AfD)
- Hans-Georg Maaßen, ehemaliger Präsident des Bundesamtes für Verfassungsschutz und Politiker der CDU
- Antje Vollmer, Politikerin, Vizepräsidentin des Deutschen Bundestages bis 2005 (Bündnis 90/Die Grünen)

## Unternehmer, Vorstände, Manager und Spitzenbeamte
- Andreas von Bechtolsheim, Informatiker und Unternehmer, Mitbegründer von Sun Microsystems
- Wolfgang Bernhard, Manager
- Alexander Dibelius, ehemaliger Deutschland-Chef von Goldman Sachs[12]
- Christoph Franz, Manager (Vorstandsvorsitzender der Lufthansa, Verwaltungsratspräsident von Roche)
- Erich F. Greiner, Manager und Unternehmer (ehemaliges Vorstandsmitglied von Evotec, Aufsichtsrat mehrerer Biotech-Unternehmen)
- Jürgen Großmann, ehemaliger Vorstandsvorsitzender der RWE AG
- Anna Sophie Herken, Mitglied des Vorstands der GIZ
- Raphael Graf von Hoensbroech, Dirigent und Unternehmensberater
- Hans-Georg Maaßen, Präsident des Bundesamts für Verfassungsschutz (2012–2018)
- Frank Mattern, ehemaliger Leiter des deutschen Büros von McKinsey & Company
- Hans-Paul Bürkner, Senior partner und ehemaliger CEO der Boston Consulting Group
- Joachim Milberg, ehemaliger Vorstandsvorsitzender der BMW AG
- Cornelia Quennet-Thielen, ehemalige Staatssekretärin im Bundesministerium für Bildung und Forschung
- Matthias Roßbach, Bevollmächtigter des Landes Nordrhein-Westfalen beim Bund
- Oliver Samwer, Unternehmer[13]
- Jürgen Strube, ehemaliger Vorstands- und anschließend Aufsichtsratsvorsitzender der BASF[1]
- Katrin Suder, Unternehmensberaterin und ehemalige Staatssekretärin im Bundesministerium der Verteidigung
- Florian Heinemann, Unternehmer und Risikokapitalgeber (Gründungspartner des Frühphaseninvestors Project A Ventures)

## Sonstige
- Gudrun Ensslin, wegen mehrfachen Mordes verurteilte deutsche Terroristin, Mitbegründerin der Rote Armee Fraktion (RAF)
- Horst Mahler, mehrfach wegen Volksverhetzung, Terrorismus und Raubes verurteilter deutscher Rechtsanwalt, Mitgründer der Rote Armee Fraktion (RAF), politischer Aktivist, und Neonazi
- Ulrike Meinhof, deutsche Terroristin, Journalistin und Publizistin, Gründungsmitglied der Rote Armee Fraktion (RAF)
- Carla Reemtsma, deutsche Klimaschutzaktivistin, Mitorganisatorin der Schulstreiks Fridays for Future („Klimastreik“) in Deutschland und Jugendbotschafterin der Organisation ONE gegen Armut in Afrika
- Sebastian Jacoby, deutscher Curler und Quizspieler, bekannt als „Jäger“ in der Fernsehsendung Gefragt – Gejagt.